# جایزه گزینش منتقدان تلویزیون بهترین مجموعه پویانمایی
جایزه گزینش منتقدان تلویزیون بهترین مجموعه پویانمایی یکی از جوایزی است که سالانه توسط جوایز تلویزیونی منتخب منتقدان (بی‌تی‌جی‌ای) ارائه می‌شود. این جایزه از سال ۲۰۱۲ اهدا می‌شود. برندگان توسط گروهی از منتقدان تلویزیونی که بخشی از انجمن منتقدان پخش فیلم هستند انتخاب می‌شوند.

## برنده‌ها و نامزدها

### دهه ۲۰۱۰
| سال       | نامزدها                   |
| --------- | ------------------------- |
| ۲۰۱۱-۲۰۱۲ | کماندار                   |
| ۲۰۱۱-۲۰۱۲ | وقت ماجراجویی             |
| ۲۰۱۱-۲۰۱۲ | برگری باب                 |
| ۲۰۱۱-۲۰۱۲ | فامیلی گای                |
| ۲۰۱۱-۲۰۱۲ | جنگ ستارگان: جنگ‌های کلون  |
| ۲۰۱۲-۲۰۱۳ | کماندار                   |
| ۲۰۱۲-۲۰۱۳ | وقت ماجراجویی             |
| ۲۰۱۲-۲۰۱۳ | فینیس و فرب               |
| ۲۰۱۲-۲۰۱۳ | نمایش منظم                |
| ۲۰۱۲-۲۰۱۳ | سیمپسون‌ها                 |
| ۲۰۱۲-۲۰۱۳ | جنگ ستارگان: جنگ‌های کلون  |
| ۲۰۱۳-۲۰۱۴ | کماندار                   |
| ۲۰۱۳-۲۰۱۴ | وقت ماجراجویی             |
| ۲۰۱۳-۲۰۱۴ | برگری باب                 |
| ۲۰۱۳-۲۰۱۴ | فامیلی گای                |
| ۲۰۱۳-۲۰۱۴ | فینیس و فرب               |
| ۲۰۱۳-۲۰۱۴ | سیمپسون‌ها                 |
| ۲۰۱۴-۲۰۱۵ | کماندار                   |
| ۲۰۱۴-۲۰۱۵ | برگری باب                 |
| ۲۰۱۴-۲۰۱۵ | آبشار جاذبه               |
| ۲۰۱۴-۲۰۱۵ | سیمپسون‌ها                 |
| ۲۰۱۴-۲۰۱۵ | ساوت پارک                 |
| ۲۰۱۴-۲۰۱۵ | شورشیان جنگ ستارگان       |
| ۲۰۱۵      | بوجک هورسمن               |
| ۲۰۱۵      | برگری باب                 |
| ۲۰۱۵      | سیمپسون‌ها                 |
| ۲۰۱۵      | ساوت پارک                 |
| ۲۰۱۵      | شورشیان جنگ ستارگان       |
| ۲۰۱۶      | بوجک هورسمن               |
| ۲۰۱۶      | کماندار                   |
| ۲۰۱۶      | برگری باب                 |
| ۲۰۱۶      | سیمپسون‌ها                 |
| ۲۰۱۶      | پسر زورن                  |
| ۲۰۱۶      | ساوت پارک                 |
| ۲۰۱۷      | ریک و مورتی               |
| ۲۰۱۷      | کماندار                   |
| ۲۰۱۷      | برگری باب                 |
| ۲۰۱۷      | بوجک هورسمن               |
| ۲۰۱۷      | خطر و تخم‌مرغ              |
| ۲۰۱۷      | سیمپسون‌ها                 |
| ۲۰۱۸      | بوجک هورسمن               |
| ۲۰۱۸      | وقت ماجراجویی             |
| ۲۰۱۸      | کماندار                   |
| ۲۰۱۸      | برگری باب                 |
| ۲۰۱۸      | سیمپسون‌ها                 |
| ۲۰۱۸      | ساوت پارک                 |
| ۲۰۱۹      | بوجک هورسمن               |
| ۲۰۱۹      | دهان بزرگ                 |
| ۲۰۱۹      | کریستال تاریک: عصر مقاومت |
| ۲۰۱۹      | شیرا و شاهزاده‌های قدرت    |
| ۲۰۱۹      | سیمپسون‌ها                 |
| ۲۰۱۹      | انجام نشده                |

## چندین برد
۴ برد
- کماندار (تماماً متوالی)
- بوجک هورسمن (دوبار متوالی)

## چندین نامزدی
۸ نامزد
- سیمپسون‌ها

۷ نامزدی
- کماندار
- برگری باب

۵ نامزدی
- بوجک هورسمن

۴ نامزدی
- وقت ماجراجویی
- ساوت پارک

۲ نامزدی
- فامیلی گای
- فینیس و فرب
- جنگ ستارگان: جنگ‌های کلون
- شورشیان جنگ ستارگان